# Chikán Csaba
Chikán Csaba (Balassagyarmat, 1943. február 5. – 2019. január 2.) magyar jogász, közjegyző. A MEOSZ elnöke (1981–1997), majd alelnöke (1997–2015).

## Életútja
Az ELTE Állam- és Jogtudományi Karán szerzett jogi diplomát. Vácon közjegyzőként tevékenykedett haláláig. Jogászi munkája mellett 1978 novembere óta részt vett a mozgáskorlátozott emberek önszerveződésében. A MEOSZ alapító elnöke volt 1981. június 13-tól. Ezt a tisztséget 1997. szeptember 16-ig töltötte be utána alelnökként folytatta tevékenységét. 2015. május 8-án megromlott egészségi állapota miatt lemondott az alelnöki posztról, de az elnökség tagja maradt haláláig. 2016. május 4-én a MEOSZ küldöttközgyűlése alapító elnöki címet adományozott a számára. A mozgáskorlátozottak emberekért kifejtett munkáját állami és szakmai kitüntetésekkel ismerték el.

## Művei
- 15 éves a Mozgáskorlátozottak Egyesületeinek Országos Szövetsége (MEOSZ); szerk. Chikán Csaba; MEOSZ, Bp., 1996
- Embernek születtünk. A fogyatékosságról; SubRosa, Bp., 1997 (Az egészséges életért)
- A mozgásfogyatékos emberek rehabilitációjának sokoldalú megközelítése. Tanulmányok; szerk. Chikán Csaba, Józsa Teréz; MEOSZ, Bp., 1997
- Esélyegyenlőség, fogyatékosság; Mozgáskorlátozottak Pest Megyei Egyesülete, Vác, 2001
- Tájkép csata közben; szerk. Chikán Csaba et al.; MEOSZ, Bp., 2001

## Díjai, kitüntetései
- Állami Ifjúsági Díj (1983)
- Batthyány-Strattmann László-díj (1992)
- Vass Imre-emlékérem (2002)
- Magyar Köztársasági Érdemrend Lovagkeresztje (2006)